# Always (film, 1989)
Pour les articles homonymes, voir Always.
Pour plus de détails, voir Fiche technique et Distribution.
Always ou Pour toujours au Québec est un film américain réalisé par Steven Spielberg, sorti en 1989. Il s'agit du remake du film dramatique Un nommé Joe (1943), mêlant romance et fantastique.

## Synopsis
Pete Sandich, pompier de l'air décédé dans un accident d'avion, continue, au-delà de la mort, à suivre l'apprentissage d'une jeune recrue, Ted, tout en restant proche de son ancienne fiancée que le deuil empêche de céder aux attentions et aux avances de Ted.

## Fiche technique
- Titre original et français : Always
- Titre québécois : Pour toujours
- Réalisation : Steven Spielberg
- Scénario : Jerry Belson, avec la participation non créditée de Diane Thomas, d'après le scénario original du film Un nommé Joe écrit par Dalton Trumbo et Frederick et Hazlitt Brennan
- Musique : John Williams
- Décors : James D. Bissell
- Costumes : Ellen Mirojnick
- Photographie : Mikael Salomon
- Montage : Michael Kahn
- Production : Kathleen Kennedy, Frank Marshall, Steven Spielberg et Richard Vane
- Sociétés de production : Amblin Entertainment, United Artists, Universal Pictures et U-Drive Productions
- Sociétés de distribution : United Artists / Universal Pictures (États-Unis), United International Pictures (France), Universal Pictures (Québec)[1]
- Budget : 29,5 millions de dollars[réf. nécessaire]
- Pays de production :  États-Unis
- Format : couleur - 1,85:1 - Dolby - 35 mm
- Genre : romance, drame, fantastique
- Durée : 122 minutes
- Dates de sortie[2] :
  - États-Unis, Québec[1] : 22 décembre 1989
  - France : 14 mars 1990

## Distribution
- Richard Dreyfuss (VF : Michel Papineschi) : Pete Sandich
- Holly Hunter (VF : Françoise Dasque) : Dorinda Durston
- John Goodman (VF : Jacques Frantz) : Al Yackey
- Brad Johnson (VF : Bernard Lanneau) : Ted Baker
- Audrey Hepburn (VF : Martine Sarcey) : Hap
- Roberts Blossom : Dave
- Keith David : Powerhouse
- Ed Van Nuys (VF : Claude Joseph) : Nails
- Marg Helgenberger : Rachel
- Dale Dye : Don
- Brian Haley : Alex
- James Lashly : Charlie
- Michael Steve Jones : Grey
- Kim Robillard : le contrôleur du trafic aérien
- Jim Sparkman : le dispatcheur

## Production

### Genèse et développement
Le film est un remake de Un nommé Joe (A Guy Named Joe), réalisé par Victor Fleming en 1943. Ce dernier est d'ailleurs diffusé à la télévision, dans une scène de Poltergeist, film coécrit par Steven Spielberg et réalisé par Tobe Hooper en 1982.

### Attribution des rôles
Always est le dernier film d'Audrey Hepburn, décédée d'un cancer en 1993.
Alec Baldwin a refusé de jouer dans le film. Tom Cruise a également refusé le rôle de Ted Baker.

### Tournage

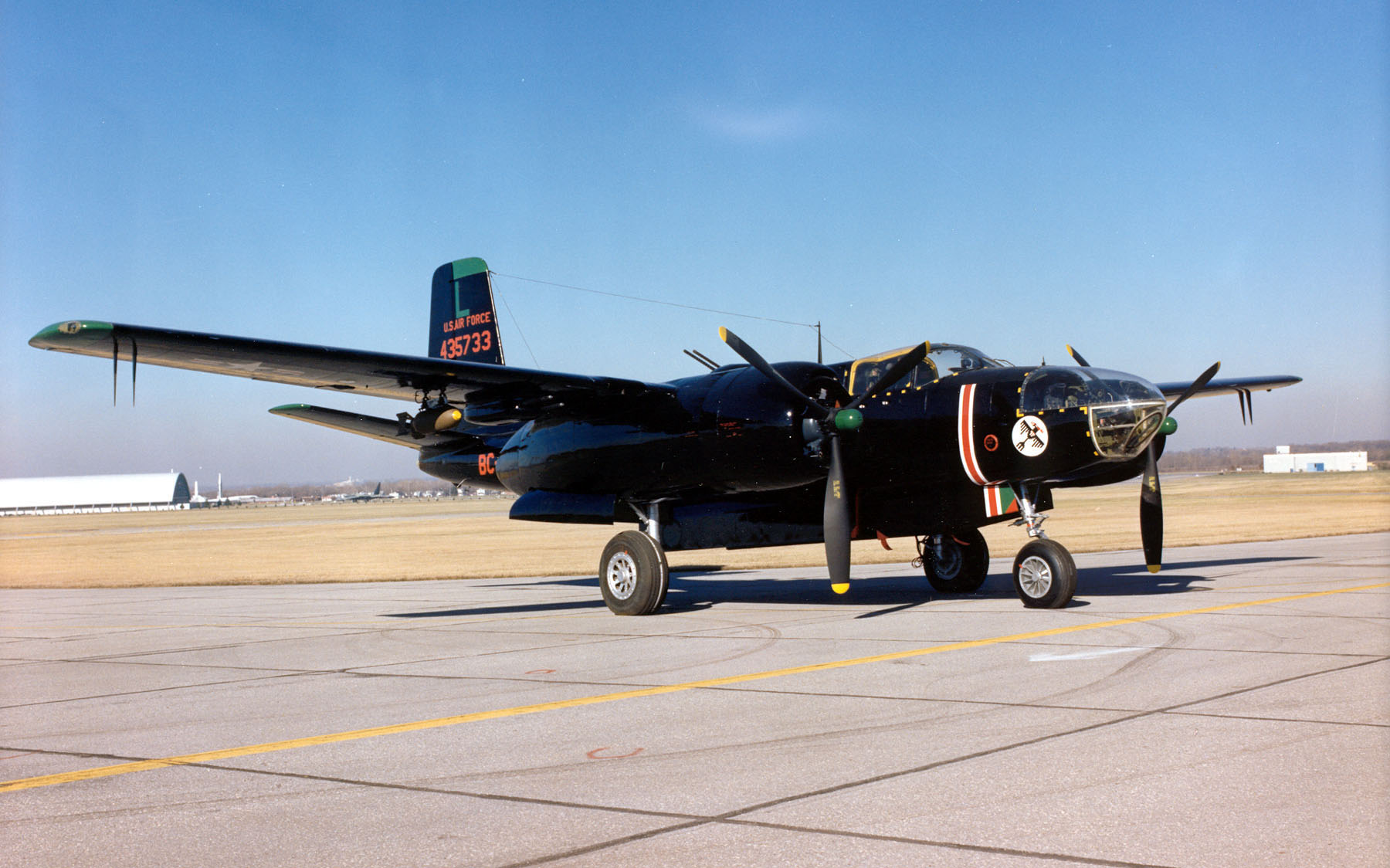
Un Douglas A-26 Invader.

Le tournage a lieu dans l'État de Washington (Sprague, Ephrata, Lind), dans l'Idaho (forêt nationale de Boise), dans le Montana (Libby, Bull Lake) et dans l'Utah (Wendover).
L'avion bimoteur, vedette du film, est un Douglas A-26 Invader.

### Musique
La musique du film est composée par John Williams, fidèle collaborateur de Steven Spielberg. On peut par ailleurs entendre plusieurs chansons non originales comme Smoke Gets in Your Eyes des Platters ou encore l'air militaire Garryowen.

## Accueil

### Critiques
Le film reçoit des critiques globalement partagées. Sur l’agrégateur de critiques Rotten Tomatoes, il obtient 67 % d'avis favorables pour 27 critiques et une note moyenne de 5.7⁄10. Le consensus suivant résume les critiques compilées par le site : « Sa romance centrale plonge occasionnellement dans une sentimentalité excessive, mais Always , toujours vole haut grâce au sens aigu de l'aventure du réalisateur Steven Spielberg ». Sur Metacritic, qui utilise une moyenne pondérée, le film obtient une note de 50⁄100 pour 16 critiques.

### Box-office
Aux États-Unis, Always débute à la cinquième place du box-office, avec 3 713 480 dollars face à des films comme Le sapin a les boules, Tango et Cash, La Guerre des Rose et Retour vers le futur 2. Sous considéré comme un modeste succès financier par rapport aux autres films du réalisateur, Always a tout de même récolté plus de 74 millions de dollars dans le monde,.
| Pays ou région     | Box-office      | Date d'arrêt du box-office | Nombre de semaines |
| ------------------ | --------------- | -------------------------- | ------------------ |
| États-Unis, Canada | 43 858 790 $    | 15 février 1990            | 8                  |
| France             | 686 722 entrées | -                          | -                  |
| Total mondial      | 74 134 790 $    |                            |                    |

## Distinctions
Nominations
- Saturn Awards 1991
  - Meilleur film fantastique
  - Meilleur scénario